# Collegelaan (prémétro d'Anvers)
Collegelaan  est une station fantôme du prémétro d'Anvers. Elle est située à l'est de la ville, sous le Stenenbrug au croisement avec le Collegelaan. Contrairement aux autres stations du Reuzenpijp qui furent contstruite en 1978, Collegelaan n'a débuté qu'un an plus tard car la MIVA ne voyait pas l'intérêt d'une station à cet endroit là. Sous la pression des riverains et du très fréquenté collège Saint-François Xavier, les plans furent revus. 

## Caractéristiques
Depuis la mise en service de l'axe est du prémétro d'Anvers (parcouru par les lignes 8 et 10 du tramway d'Anvers), la station bien que restée à l'état de gros œuvre sert de sortie de secours.
La station est construite sur le même modèle que les autres du Reuzenpijp avec au niveau -1 se situe la salle des guichets. Au niveau -2 se situe le quai vers le centre ville, tandis que celui vers la sortie est au niveau -3 à 25 mètres sous la surface.
Aucune ouverture n'est envisagée.